# Ojo Amarillo
Pour les articles homonymes, voir Amarillo (homonymie).
Ojo Amarillo est une ville du Comté de San Juan dans l'état du Nouveau-Mexique.
Sa population était de 829 habitants en 2000.